# Lukoveček
Lukoveček är en ort i Tjeckien.   Den ligger i regionen Zlín, i den östra delen av landet, 250 km öster om huvudstaden Prag. Lukoveček ligger 297 meter över havet och antalet invånare är 421.
Terrängen runt Lukoveček är kuperad åt nordost, men åt sydväst är den platt. Runt Lukoveček är det tätbefolkat, med 343 invånare per kvadratkilometer. Närmaste större samhälle är Zlín, 8,6 km söder om Lukoveček. Trakten runt Lukoveček består till största delen av jordbruksmark.